# Мала Фьохтальма
Мала Фьохтальма (рос. Малая Фёхтальма) — присілок в Онезькому районі Архангельської області Російської Федерації.
Населення становить 7 осіб. Входить до складу муніципального утворення Чекуєвське поселення.

## Історія
Від 2004 року входить до складу муніципального утворення Чекуєвське поселення.

## Населення
| 2002 | 2010 | 2012 |
| ---- | ---- | ---- |
| 18   | ↘7   | →7   |